# Emhouse (Teksas)
Emhouse je gradić u američkoj saveznoj državi Teksas. Prema popisu stanovništva iz 2010. u njemu je živjelo 133 stanovnika.